# 德国国家奥林匹克足球队
德国国家奥林匹克足球队（德語：Deutsche Fußballolympiamannschaft，简称德国国奥）是一支代表德国参加夏季奥林匹克运动会足球比赛的选拔队，由德国足球协会负责管理。它自1908年起组建，并于1912年首次参赛。奥运会足球比赛最初是一项业余赛事，而德国国家足球队在二战前也是业余性质，并能够派出完整的国家队参赛。二战结束后，德国分裂，但西德与东德仍然作为一支德国联队共同参加奥运会直至1964年。自1968年起，西德开始自行参赛，但仍然被迫派遣业余球队，他们无法与职业同行在世界杯和欧锦赛所取得的成就相提并论。随着业余足球的规则在1980年代放宽，西德在奥运会上逐渐取得进步，尤其是在1988年获得铜牌。自1992年以来，赛事改由23岁以下的队伍参与竞争，每队仅允许召入3位超龄球员，这使得德国的奥运参赛资格取决于21岁以下国家队的成绩。直至2016年，德国人才得以重返奥运会足球比赛，在以点球大战不敌东道主巴西后摘得银牌。统一后的德国是如今唯一没有获得过奥运会金牌的世界杯冠军。

## 历史

### 二战前（1912－1938年）
德国于1912年首次派出国家队参加奥运会，并在第一阶段即以1比5惨败于邻国奥地利而遭到淘汰。然而，他们仍进入了这届赛事的安慰赛，并创纪录的以16比0大胜沙俄，其中单场射入10球的戈特弗里德·福克斯至今仍保持着德国队的最高入球效率纪录。随后，他们在第二轮以1比3不敌匈牙利后再遭淘汰。在第一次世界大战结束后，德国被禁止参加1920年和1924年奥运会，而当1928年恢复参赛后，他们则于四分之一决赛被最后的冠军乌拉圭击败。乌拉圭继续在两年后赢得首届世界杯冠军。
足球没有被纳入1932年奥运会的比赛项目，但在柏林主办的1936年奥运会中回归。作为东道主，以及在之前的世界杯中获得季军，德国队被寄予了很高的期望。然而，进程却事与愿违：在首轮以9比0大胜卢森堡后，德国即在四分之一决赛以0比2爆冷不敌挪威而遭淘汰。这导致时任帝国主教练的奥托·内尔茨被迫辞职，并由其助手接任。

### 分裂及联合（1948－1980年）
第二次世界大战结束后，德国被禁止参加1948年奥运会，但在1952年解禁。在这个时候，德国已分裂为三个国家：东德和萨尔保护领已经脱离，剩下来的国家则通常被称为西德。萨尔代表队在1952年独立参赛，但东德无法如此，并拒绝代表联合的德国队出赛。因此，德国国奥队在1952年是完全由西德运动员所组成。德国足球的职业化进程意味着他们派出的国奥队不再是一支资深国家队，而是一支业余球队。尽管如此，他们还是取得了前所未有的最佳成绩——晋级半决赛，并在那里被南斯拉夫击败。而在铜牌争夺战中，德国又以0比2不敌瑞典。
在1956年奥运会，德国的不同部分共同以德国联队的名义参赛，这是由来自东德、西德和萨尔（已在1956年加入西德）的运动员所组成。其中，西德业余选拔队需要与东德国家足球队参加附加赛以决出代表德国参加奥运足球比赛的资格。西德最终胜出，并晋级四分之一决赛才遭苏联淘汰。这一过程在1960年和1964年奥运会重复上演，但在这届赛事中，都是东德赢得了代表出赛的资格。由于东德足球联赛属于业余性质，其能够派出资深国家队出赛——尽管在1960年没有入围，但他们在1964年成功摘铜，取得德国自参加奥运会以来的最佳成绩。
自1968年奥运会起，东德和西德开始分别参赛，但西德在负于阿联酋后，没有获得当届赛事的参赛资格。1972年奥运会在慕尼黑举办，西德作为东道主自动获得参赛权，这支包含了未来世界杯冠军球员乌利·赫内斯和欧冠冠军主教练的业余队，晋级了第二轮分组赛，然后被同组的东德击败后遭淘汰，后者则继续前进摘得铜牌。西德没有获得1976年或1980年奥运会的参赛权，他们在外围赛分别负于西班牙及挪威。

### 奥运选拔队（1984－1988年）
奥运会对于业余性质的严格规定广受共产主义国家欢迎，他们能够派遣其资深国家队参赛——因为他们的联赛具有正式的业余地位。这些规定在1984年奥运会得到松绑：国家可以选择职业球员，但仅限于那些没有参加过世界杯正赛的球员。因此，西德选择了一个在当地被称为“奥运选拔队（Olympiaauswahl）”的队伍，与组建德国B队类似。西德原本没有获得1984年的参赛权，但在東方集團联合抵制当届奥运会后得以入替。这支包含了未来世界杯冠军球员安德烈亚斯·布雷默和吉多·布赫瓦尔德的队伍最终进入了四分之一决赛，但以2比5不敌南斯拉夫。
西德成功入围1988年奥运会，在那里他们实现了有史以来的最好成绩：第三名。西德先是从包括中国、瑞典和突尼斯在内的小组中突围，紧接着于四分之一决赛以4比0大胜赞比亚。在半决赛以一记点球惜败于巴西后，他们以3比0击败意大利摘得铜牌，而这也是德国首次在大赛中击败意大利。来自国奥队的三位前锋：、弗兰克·米尔和则连同中场继续于两年后赢得世界杯。

### 重新统一（1992年至今）
德国在1990年重新统一，同时1992奥运会再一次进行规则修改：参赛足球队将由23岁以下（U23）球员组成，并允许最多3位超龄球员。2016年6月23日，德国国奥队才在重新统一后首次获得参赛权，得以角逐2016年奥运会。而最后一次进行专门选拔的国奥队是在1998年（0比1不敌葡萄牙）。自此，奥运会的参赛资格是通过21岁以下国家队在欧洲U-21足球锦标赛上取得的成绩来确定。
在里约热内卢举办的2016年奥运会中，德国在点球大战中以4比5惜败于巴西，遗憾摘得银牌。德国队也创造了赛事的最大比分胜利，在小组赛中以10比0横扫斐济。

## 成绩总览
| 赛事                | 成绩     | 参赛名义 | 主教练         |
| ------------------- | -------- | -------- | -------------- |
| 1912 － 斯德哥尔摩  | 首轮     | 德国     | 德国足协委员会 |
| 1920 － 安特卫普    | 禁止参赛 | 禁止参赛 | 禁止参赛       |
| 1924 － 巴黎        | 禁止参赛 | 禁止参赛 | 禁止参赛       |
| 1928 － 阿姆斯特丹  | 八强     | 德国     | 奥托·内尔茨    |
| 1936 － 柏林        | 八强     | 德国     | 奥托·内尔茨    |
| 1948 － 伦敦        | 禁止参赛 | 禁止参赛 | 禁止参赛       |
| 1952 － 赫尔辛基    | 第四名   | 德国     | 德国           |
| 1956 － 墨尔本      | 首轮     | 德国     | 西德           |
| 1960 － 罗马        | 未入围   | 未入围   | 未入围         |
| 1964 － 东京        | 铜牌     | 德国     | 绍什·卡罗伊    |
| 1968 － 墨西哥城    | 未入围   | 未入围   | 未入围         |
| 1972 － 慕尼黑      | 次轮     | 西德     | 尤普·德瓦尔    |
| 1976 － 蒙特利尔 冠 | 未入围   | 未入围   | 未入围         |
| 1980 － 莫斯科      | 未入围   | 未入围   | 未入围         |
| 1984 － 洛杉矶      | 八强     | 西德     | 埃里希·里贝克  |
| 1988 － 汉城        | 铜牌     | 西德     | 汉内斯·洛尔    |
| 1992 － 巴塞罗那    | 未入围   | 未入围   | 未入围         |
| 1996 － 亚特兰大    | 未入围   | 未入围   | 未入围         |
| 2000 － 悉尼        | 未入围   | 未入围   | 未入围         |
| 2004 － 雅典        | 未入围   | 未入围   | 未入围         |
| 2008 － 北京        | 未入围   | 未入围   | 未入围         |
| 2012 － 伦敦        | 未入围   | 未入围   | 未入围         |
| 2016 － 里约热内卢  | 银牌     | 德国     | 霍斯特·赫鲁贝施        |
| 2020 － 东京        | 小组赛   | 德国     | 斯特凡·昆茨        |

## 应届阵容
以下18位球员获征召参加了2016年奥运会。、及是3位入选的超龄球员。
数据截至2016年8月20日。
| 號碼 | 位置 | 球員姓名            | 出生日期（年齡） | 出賽 | 入球 | 效力球會       |
| ---- | ---- | ------------------- | ---------------- | ---- | ---- | -------------- |
| 1    |      | 蒂莫·霍恩           | 1993年5月12日    | 6    | 0    | 科隆           |
| 2    | 后卫 | 杰雷米·托利安       | 1994年8月8日     | 6    | 0    | 霍芬海姆1899   |
| 3    | 后卫 |                     | 1996年6月3日     | 6    | 1    | RB莱比锡       |
| 4    | 后卫 |                     | 1994年1月19日    | 5    | 2    | 多特蒙德       |
| 5    | 后卫 |                     | 1995年9月3日     | 6    | 0    | 霍芬海姆1899   |
| 6    | 中場 |                     | 1989年4月27日    | 6    | 0    | 多特蒙德       |
| 7    | 中場 | （队长）            | 1995年9月18日    | 6    | 4    | 沙尔克04       |
| 8    | 中場 |                     | 1989年4月27日    | 6    | 0    | 勒沃库森       |
| 9    | 前鋒 |                     | 1995年1月20日    | 5    | 2    | RB莱比锡       |
| 10   | 中場 |                     | 1995年2月6日     | 1    | 0    | 沙尔克04       |
| 11   | 中場 |                     | 1996年5月2日     | 6    | 0    | 勒沃库森       |
| 12   |      | 扬尼克·胡特         | 1994年4月15日    | 0    | 0    | 美因茨05       |
| 13   | 后卫 | 菲利普·马克斯       | 1993年9月30日    | 3    | 1    | 奥格斯堡       |
| 14   | 后卫 |                     | 1995年4月9日     | 1    | 0    | 因戈尔施塔特04 |
| 15   | 中場 | 馬克斯·克里斯蒂安森 | 1996年9月25日    | 2    | 0    | 因戈尔施塔特04 |
| 16   | 中場 | 格里沙·普勒梅尔     | 1995年1月9日     | 4    | 0    | 卡尔斯鲁厄     |
| 17   | 中場 |                     | 1995年7月14日    | 6    | 6    | 阿森纳         |
| 18   | 前鋒 |                     | 1988年12月6日    | 6    | 6    | 弗赖堡         |